# Wagenhausen
Pour l’article homonyme, voir Wagenhausen (Rhénanie-Palatinat).
Wagenhausen est une commune suisse du canton de Thurgovie.